# Kanton Groix
Groix is een voormalig kanton van het Franse departement Morbihan. Het kanton maakte deel uit van het arrondissement Lorient.
Het kanton werd op 22 maart 2015 opgeven bij toepassing van het decreet van 21 februari 2014. De gemeente Groix, de enige gemeente van het kanton, werd opgenomen in het op die dag gevormde kanton Lorient-2.